# Fundulopanchax deltaensis
Fundulopanchax deltaensis es una especie de pez de la familia de los notobránquidos en el orden de los ciprinodontiformes.

## Morfología
Los machos pueden alcanzar los 8 cm de longitud total.

## Distribución geográfica
Se encuentran en África: delta del río Níger.